# Upplands runinskrifter 348
Upplands runinskrifter 348 är en runristning på en bergvägg i Näs, Frösunda socken och Vallentuna kommun. Det är en parristning till U 347 som finns ett par meter norrut. "Han" i ristningen på U 348 syftar alltså på "Livsten" i ristningen U 347. De båda ristningarna lär ha upptäckts i början av 1929.

## Inskriften
Translitterering av runraden:
an · ati bo · i þorsulmi · ok i rolstam · -kibliþ
Normalisering till runsvenska:
Hann atti bo i Þorsholmi ok i ʀolstam [s]kiplið.
Översättning till nusvenska:
Han ägde gård i Torsholma och skeppshjälp i Rolsta.